# Deltochilum hypponum
Deltochilum hypponum là một loài bọ cánh cứng trong họ Bọ hung (Scarabaeidae).